# Liste der denkmalgeschützten Objekte in Rum (Tirol)
Die Liste der denkmalgeschützten Objekte in Rum enthält die 7 denkmalgeschützten, unbeweglichen Objekte der Gemeinde Rum.

## Denkmäler
| Foto |                 | Denkmal                                                                                               | Standort                                             | Beschreibung | Metadaten |
| ---- | --------------- | --- | ---------------------------------------------------- | --- | --- |
| ja   | Datei hochladen | 4 Bildstöcke HERIS-ID: 76761 Objekt-ID: 90355 TKK: 35836                                              | Bundesstraße 171 Standort siehe Beschreibung KG: Rum | Die Bildstöcke sind Teil der von Erzherzog Ferdinand II. Ende des 16. Jahrhunderts gestifteten lokalen Wallfahrtsstätte Maria Loreto in Thaur. Insgesamt 15, aus Brekziesteinen errichtete Bildstöcke säumen den historischen Weg von Innsbruck nach Thaur entlang der heutigen Bundesstraße. Die Bildsäulen stehen auf einem Sockel, sie haben einen abgefasten Schaft und ein quadratisches Tabernakelgehäuse, in dem sich auf Eternit gemalte Bildtafeln befinden. Die Bildtafeln wurden im 20. Jahrhundert von namhaften Tiroler Künstlern mit Darstellungen der Rosenkranzgeheimnisse neu gestaltet. Auf Rumer Gemeindegebiet stehen die Bildstöcke 5 bis 8: - 5. Stationsbildstock Auffindung Jesu im Tempel mit Bildtafel von Christian Sanders (um 1990) (Lage) - 6. Stationsbildstock Ölbergszene mit Bildtafel von Christian Sanders (um 1990) (Lage) - 7. Stationsbildstock Dornenkrönung mit Bildtafel von Christian Sanders (um 1990) (Lage) - 8. Stationsbildstock Geißelung Christi mit Bildtafel von Helmut Rehm (inschriftlich um 1953) (Lage) | BDA-Hist.: Q64026426 Status: § 2a Stand der BDA-Liste: 2025-06-30 Name: 4 Bildstöcke GstNr.: 2156 Rosary Innsbruck - Thaur                                |
| ja   | Datei hochladen | Marienkapelle HERIS-ID: 55848 Objekt-ID: 64722 TKK: 35804                                             | gegenüber Holzgasse 2 Standort KG: Rum               | Die zweijochige Kapelle mit eingezogenem, geradem Chorschluss, schindelgedecktem Satteldach und quadratischem Südturm wurde Ende des 17. Jahrhunderts errichtet. Über dem Eingang befindet sich ein Madonnenbild in Stuckkartusche. Das Innere weist ein Stichkappengewölbe und ein Deckenbild in Stuckrahmung auf, das um 1800 geschaffen wurde und die Madonna mit den hll. Johannes Nepomuk und Florian als Beschützer Rums zeigt. | BDA-Hist.: Q38068300 Status: § 2a Stand der BDA-Liste: 2025-06-30 Name: Marienkapelle GstNr.: .31                                                         |
| ja   | Datei hochladen | Kath. Pfarrkirche hl. Georg und Friedhof HERIS-ID: 55850 Objekt-ID: 64724 TKK: 35802, 35826, 35827, … | gegenüber St.-Georg-Weg 10 Standort KG: Rum          | Die Kirche wurde 1337 erstmals urkundlich erwähnt. Der um 1470 errichtete, den Meistern Friedrich und Hans von Thaur zugeschriebene spätgotische Bau wurde im 18. Jahrhundert barockisiert. Er besteht aus einem Langhaus mit leicht eingezogenem Chor mit polygonalem Chorschluss und einem gotischen Turm. An der Nordseite schließt die mit einem Christophorusfresko geschmückte Sakristei an. Das vierjochige Langhaus weist im Inneren ein Stichkappentonnengewölbe und toskanische Pilaster auf. An den Wänden finden sich gotische Fresken bzw. Fragmente um 1474 mit Evangelistensymbolen, einer Madonna und dem Kampf des hl. Georg mit dem Drachen. Die barocken Deckenfresken wurden 1966 freigelegt und von Wolfram Köberl erneuert. | BDA-Hist.: Q38068319 Status: § 2a Stand der BDA-Liste: 2025-06-30 Name: Kath. Pfarrkirche hl. Georg und Friedhof GstNr.: .67, .68, 1648 Pfarrkirche Rum   |
| ja   | Datei hochladen | Friedhofskapelle HERIS-ID: 76551 Objekt-ID: 90132 TKK: 35829                                          | Friedhofweg Standort KG: Rum                         | Die Friedhofskapelle am neuen Friedhof mit Satteldach und quadratischem Südturm wurde 1955/56 errichtet. Das Wandbild mit der Auferstehung des Lazarus wurde 1956 von Peter Paul Morandell geschaffen, das Sgraffito an der Rückwand mit posaunenblasenden Engeln über Rum um 1970 von Franz Hoelbling. | BDA-Hist.: Q38144737 Status: § 2a Stand der BDA-Liste: 2025-06-30 Name: Friedhofskapelle GstNr.: .277, 1709/2 Friedhofskapelle Rum                        |
| ja   | Datei hochladen | Pestkapelle HERIS-ID: 55849 Objekt-ID: 64723 TKK: 35803                                               | südlich Korngasse 17 Standort KG: Rum                | Die kleine Kapelle über rechteckigem Grundriss mit rundem Chorschluss und steilem Satteldach wurde anlässlich einer Pestepidemie 1612–1613 errichtet. | BDA-Hist.: Q38068309 Status: § 2a Stand der BDA-Liste: 2025-06-30 Name: Pestkapelle GstNr.: 855/6                                                         |
| ja   | Datei hochladen | Gemeindeamt, ehem. Altwirt HERIS-ID: 40123 Objekt-ID: 40017 TKK: 35816                                | Rathausplatz 1 Standort KG: Rum                      | Der ursprüngliche Gasthof Altwirt wurde 2005 als Gemeindeamt adaptiert und mit einem Anbau versehen. Das um 1700 errichtete dreigeschoßige gemauerte Gebäude mit verbrettertem Giebel unter einem Satteldach weist einen bemalten Eckerker über zwei Geschoße auf. Die Fassaden sind mit Architekturmalerei mit Eckquaderketten und Fensterumrahmungen, einer gemalten Sonnenuhr und Darstellungen der Maria und der hll. Johannes der Täufer und Katharina geschmückt. | BDA-Hist.: Q37993088 Status: Bescheid Stand der BDA-Liste: 2025-06-30 Name: Gemeindeamt, ehem. Altwirt GstNr.: .59                                        |
| ja   | Datei hochladen | Pfarrzentrum Zur Auferstehung Jesu HERIS-ID: 77472 Objekt-ID: 91101 TKK: 35842                        | Serlesstraße 27 Standort KG: Rum                     | Die Auferstehungskirche in Neu-Rum wurde 1976–1978 nach Plänen von Horst Parson errichtet. Die Anlage aus Kirche, Pfarrsaal, Pfarrzentrum, Jugendheim und Widum umschließt einen Vorhof. An dessen Südseite steht die turmlose Kirche in Form eines auf der Spitze stehenden Zikkurats. Im Inneren ist der tiefer liegende Altar an drei Seiten von abgestuften Sitzreihen umgeben. An der Ostseite des Hofes befindet sich der bereits 1959/60 nach Plänen von Josef Lackner erbaute Pfarrsaal. | BDA-Hist.: Q38149515 Status: § 2a Stand der BDA-Liste: 2025-06-30 Name: Pfarrzentrum Zur Auferstehung Jesu GstNr.: 607 Kirche zur Auferstehung Jesu (Rum) |